# Tipula letalis
Tipula letalis är en tvåvingeart som beskrevs av Alexander 1937. Tipula letalis ingår i släktet Tipula och familjen storharkrankar. Inga underarter finns listade i Catalogue of Life.